# Salim Ben Seghir
Salim Ben Seghir (* 24. Februar 2003 in Saint-Tropez) ist ein französisch-marokkanischer Fußballspieler, der aktuell in der Schweiz bei Neuchâtel Xamax unter Vertrag steht.

## Karriere

### Vereine
Ben Seghir begann seine fußballerische Ausbildung beim SC Cogolinois, ehe er 2016 in die Jugendakademie des OGC Nizza wechselte. Dort spielte er zunächst in der zweiten Mannschaft, für die er drei Tore in neun Spielen machte. Am 29. November 2020 (12. Spieltag) debütierte er gegen den FCO Dijon in der Ligue 1, als er in der 84. Minute für Jordan Lotomba ins Spiel kam. Für die Profis spielte er außerdem das erste Mal in der Europa League, als er gegen Hapoel Beer Sheva eine Halbzeit spielen durfte. Neben diesen beiden Profieinsätzen stand er des Öfteren in den jeweiligen Spieltagskadern.
Nach der Saison wechselte er zum Ligakonkurrenten Olympique Marseille. Im Januar 2023 wurde der Spieler bis Saisonende an den FC Valenciennes ausgeliehen. Im Sommer 2023 folgte eine Leihe in die Schweiz zum Zweitligisten Neuchâtel Xamax. Nach deren Ablauf kehrte er im Sommer 2024 zunächst nach Marseille zurück und saß dort zu Beginn der Saison 2024/25 ohne Einsatz bei einem Ligaspiel auf der Ersatzbank, ehe ihn Neuchâtel Xamax im September 2024 schließlich fest verpflichtete.

### Nationalmannschaft
Ben Seghir spielte 2019 und 2020 sieben Mal für die U17 Frankreichs. Im Jahr 2022 nahm er mit der französischen U19 an der Europameisterschaft in der Slowakei teil.